# Tributo a Carlos Paião
Em Setembro de 2008, pouco depois da comemoração dos 20 anos do desaparecimento do músico Carlos Paião (Coimbra, 1 de Novembro de 1957 — Rio Maior, 26 de Agosto de 1988), vários músicos e bandas reinterpretam alguns temas do autor na edição de um álbum designado Tributo a Carlos Paião.

## Alinhamento
1. Rui Veloso - Cinderela
2. Tiago Bettencourt & Mantha - Pó de Arroz
3. Donna Maria - Vinho do Porto
4. Filipa Cardoso & Fábia Rebordão - Cegonha
5. Pólo Norte - Eu não sou Poeta
6. Per7ume - Versos de Amor
7. Balla - Não há duas sem três
8. Mesa - Senhor Extraterrestre
9. Loto - Telefonia
10. M.A.U. - Ga-gago
11. Sam the Kid - Playback (Instrumental)
12. 4Taste – Playback
13. Oioai - Discoteca
14. The Vicious Five - Zero a Zero